# Балабанова, Калина
Калина Петрова Балабанова (болг. Калина Петрова Балабанова, родилась 10 февраля 1990 в Софии) — болгарский политический деятель, депутат 42-го Народного собрания Болгарии от партии АТАКА.
По образованию инженер. На парламентских выборах 2013 года участвовала в 8-м избирательном округе Добрича и успешно прошла в парламент. Является главой молодёжного отделения партии.
Владеет английским, немецким и русским языками. Член комиссий по развитию отношений с Германией, Бразилией, Индией, Китаем, Японией, ЮАР и Кубой.